# Падаће ћуфте (франшиза)
Падаће ћуфте (енгл. Cloudy with a Chance of Meatballs) је медијска франшиза у продукцији Sony Pictures Animation-а и лабаво заснована на истоименој књизи од Џуди Барет. Филмови су углавном добили позитивне критике критичара. Серија је на благајнама зарадила 517 милиона долара.

## Филмови

### Падаће ћуфте(2009)
Флинт Локвуд жели да постане велики проналазац. Он је већ патентирао доста чудних изума, али су сви његови проналасци од летећег аутомобила до машина за читање мисли мајмуна, били невероватни промасаји. Иако су само изазивали невоље у његовом малом граду, Флинт је био одлучан да створи нешто што ће усрећити људе. Када његов најновији проналазак, креиран да претвори воду у храну случајно унисти градски трг и одлети у небо, он је убеђен да је његова каријера завршена. Све док се не деси нешто невероватно – с неба почиње да пада храна! Његова машина заправо ради! Флинт постаје пријатељ са Семом Спарксом водитељком временске прогнозе, која долази у град да испрати „највећи временски феномен у историји“. Али, услед похлепе људи који почињу да траже све више хране, машине почињу да функционишу чудно, праве торнадо од спагета и џиновске чуфте. Сви су у невољи, а Флинт и Сем имају задатак да дају све од себе како би зауставили опасност која прети граду.

### Падаће ћуфте 2(2013)
Падаће ћуфте 2 настављају тамо где је претходна Сонијева анимирана комедија стала. Генијалност проналажења Флинта Локвуда коначно је призната, када је позван од стране његовог идола Честера да се придружи компанији, где најбољи и најпаметнији иноватори на свету стварају нове технологије за бољитак човечанства. Честерова десна рука и један од његових највећих изума је Барб, високо развијени орангутан са људским мозгом, који је лукав, манипулативан и воли да носи кармин. Флинтов сан је увек био да он буде признати изумитељ, али све се мења када открије да његова озлоглашена машина, која претвара воду у храну, још увек ради.